# Amos Oz

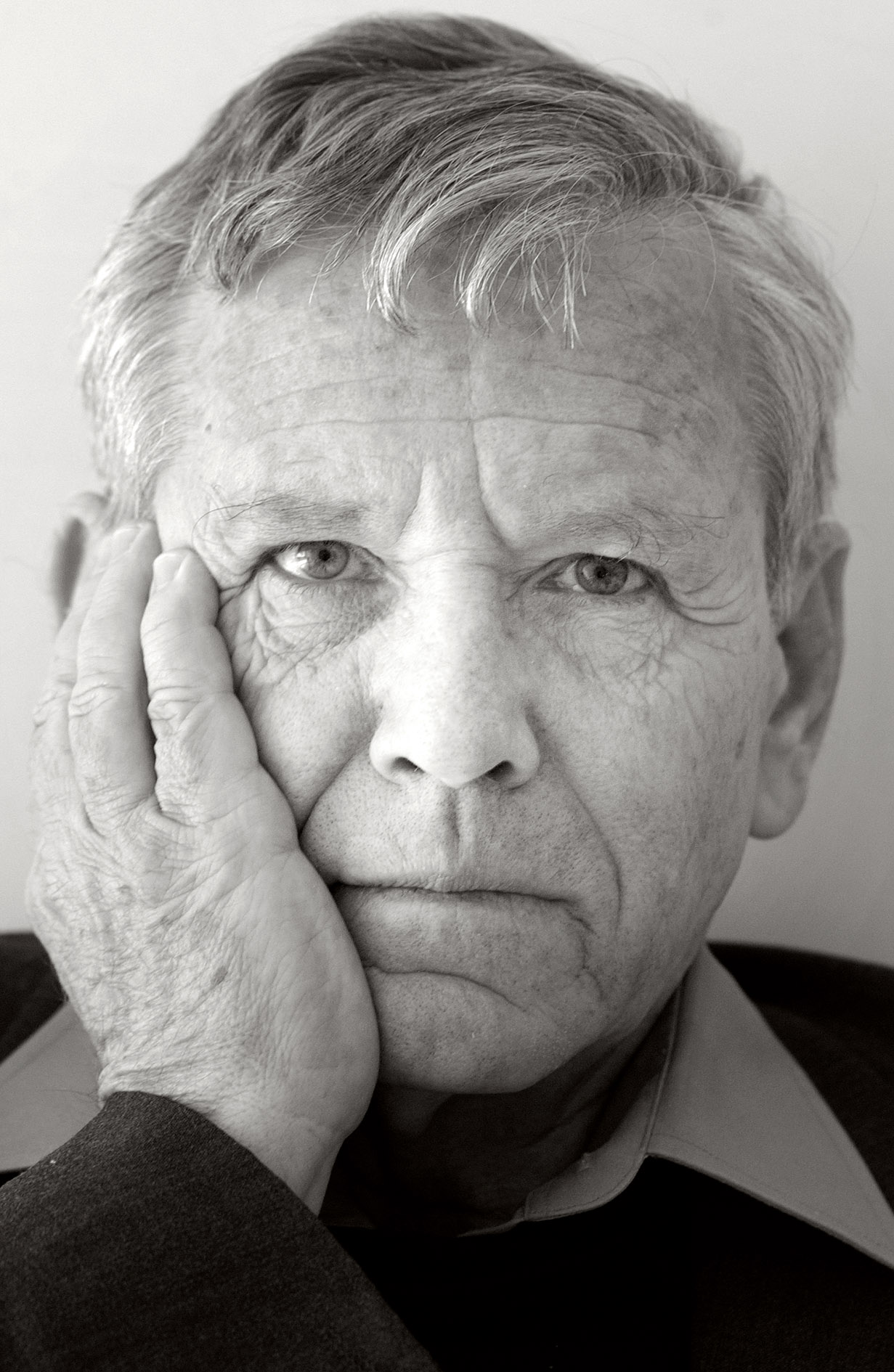
Amos Oz (2005)

Amos Oz (hebräisch עמוס עוז, geboren als Amos Klausner am 4. Mai 1939 in Jerusalem; gestorben am 28. Dezember 2018 in Petach Tikwa) war ein hebräischsprachiger israelischer Schriftsteller, Journalist und Intellektueller. Oz gilt als einer der bedeutendsten israelischen Schriftsteller. Sein literarisches Werk umfasst Romane, Erzählungen, Essays und Kinderbücher, die in zahlreiche Sprachen übersetzt wurden und ihn zum meistübersetzten israelischen Autor machen. Oz wurde mit internationalen Auszeichnungen geehrt, darunter der Friedenspreis des Deutschen Buchhandels, der Israel-Preis, der Goethepreis, der Prinz-von-Asturien-Preis  und zahlreiche Ehrendoktorwürden. Er war Professor für hebräische Literatur an der Ben-Gurion-Universität im Negev in Beʾer Scheva.
Neben seiner schriftstellerischen Tätigkeit wurde Oz auch als politischer Journalist und Aktivist bekannt. Sein Hauptinteresse galt dem Israel-Palästina-Konflikt. In diesem Zusammenhang war er ein prominenter Befürworter einer „Zwei-Staaten-Lösung“ und Mitbegründer der Friedensbewegung Schalom Achschaw.

## Leben
Amos Oz wurde 1939 unter dem Namen Amos Klausner in Kerem Avraham, einem jüdischen Viertel Jerusalems, das hauptsächlich von osteuropäischen Einwanderern bewohnt war, geboren. Er war ein Großneffe des zionistischen Gelehrten Joseph Klausner. Seine Großeltern väterlicherseits (Alexander Klausner, 1881–1977, und Schlomit Klausner, geborene Levin, 1873–1957, 2 Söhne) flüchteten 1917 von Odessa nach Wilna und wanderten 1933 von dort mit ihrem Sohn Jehuda Arie Klausner (1910–1970), Amos’ Vater, nach Palästina aus. Seine Mutter, Fania Rivka Feiga Klausner, geborene Mußman (1913–1952), kam 1934 von Rowno (Ukraine) nach Palästina. Ihre Eltern waren Naftali Herz Mußman (1889–1973) und Itta Mußman, geborene Schuster (1891–1976, 3 Töchter). Arie und Fania heirateten 1938 in Jerusalem. Die Klausner standen der radikal-zionistischen Rechten um die Revisionisten nahe. Fania, ebenfalls aus einer bürgerlichen Familie stammend, war in Rowno Mitglied in der linkszionistischen Jugendorganisation Hashomer Hatzair gewesen. Am Küchentisch eröffneten ihm seine Eltern im September 1945, dass der überwiegende Teil der in Europa gebliebenen Angehörigen (Tante Malka, Onkel David, Cousin Daniel, Onkel Haim Tante Linka u. a.) ermordet worden waren. 
Oz besuchte die halbprivate Schule Königreich der Kinder in Jerusalem, an der die Dichterin Zelda seine Lehrerin war. Danach besuchte er auf Wunsch des Vaters die Misrachi-nahe Schule Takhkemoni. Seine Mutter hätte sich eine Schule der Arbeiterbewegung für ihren Sohn gewünscht. Im Juli 1948 tobte in Jerusalem der Palästinakrieg; damals sah Oz, wie er später berichtete, zum ersten Mal einen Toten.
Oz schrieb für eine Schülerzeitung, die er nach drei Ausgaben allein weiterführte. Zu Hause war das Gespräch der Erwachsenen politisiert und polemisch. 1951 zog die Familie nach Rechavia, in ein „besseres“ Viertel, wo sich die Gesundheit seiner Mutter verschlechterte. In seinem autobiografischen Roman Eine Geschichte von Liebe und Finsternis beschrieb Oz sie später als fantasiebegabte Frau, seinen Vater hingegen als rational veranlagt. Die Familie lebte in einer mit Büchern gefüllten Wohnung. Während der Vater in der Periodika-Abteilung der späteren Israelischen Nationalbibliothek arbeitete, blieb die Mutter zu Hause und entwickelte Gefühle der Enttäuschung über das Leben in Israel. Als ihr Sohn zwölf Jahre alt war, beging sie Suizid. Sein Vater heiratete im Frühling 1953 in zweiter Ehe Rosa Lida Polak. 

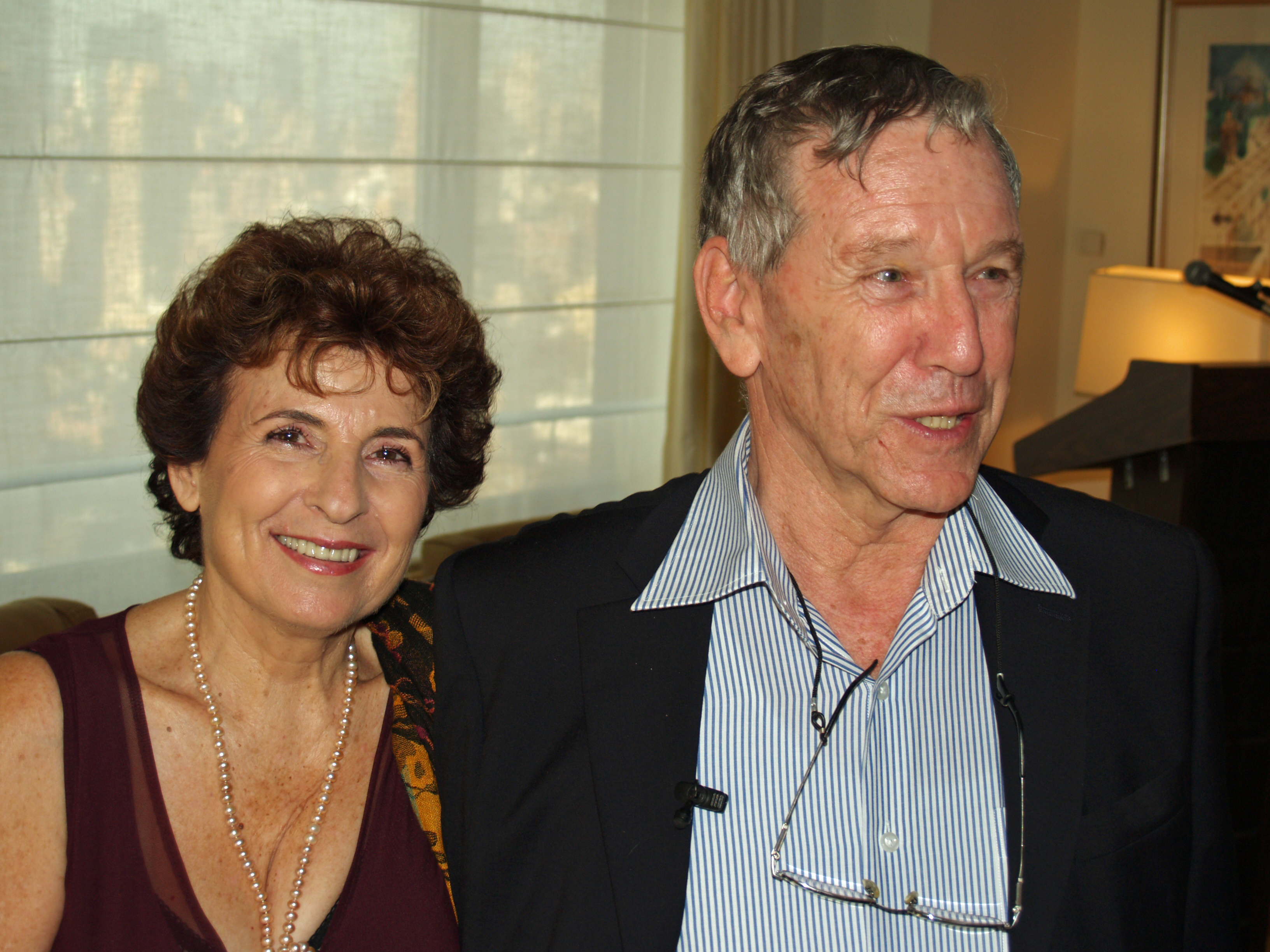
Amos Oz mit seiner Ehefrau Nily Oz, 2008

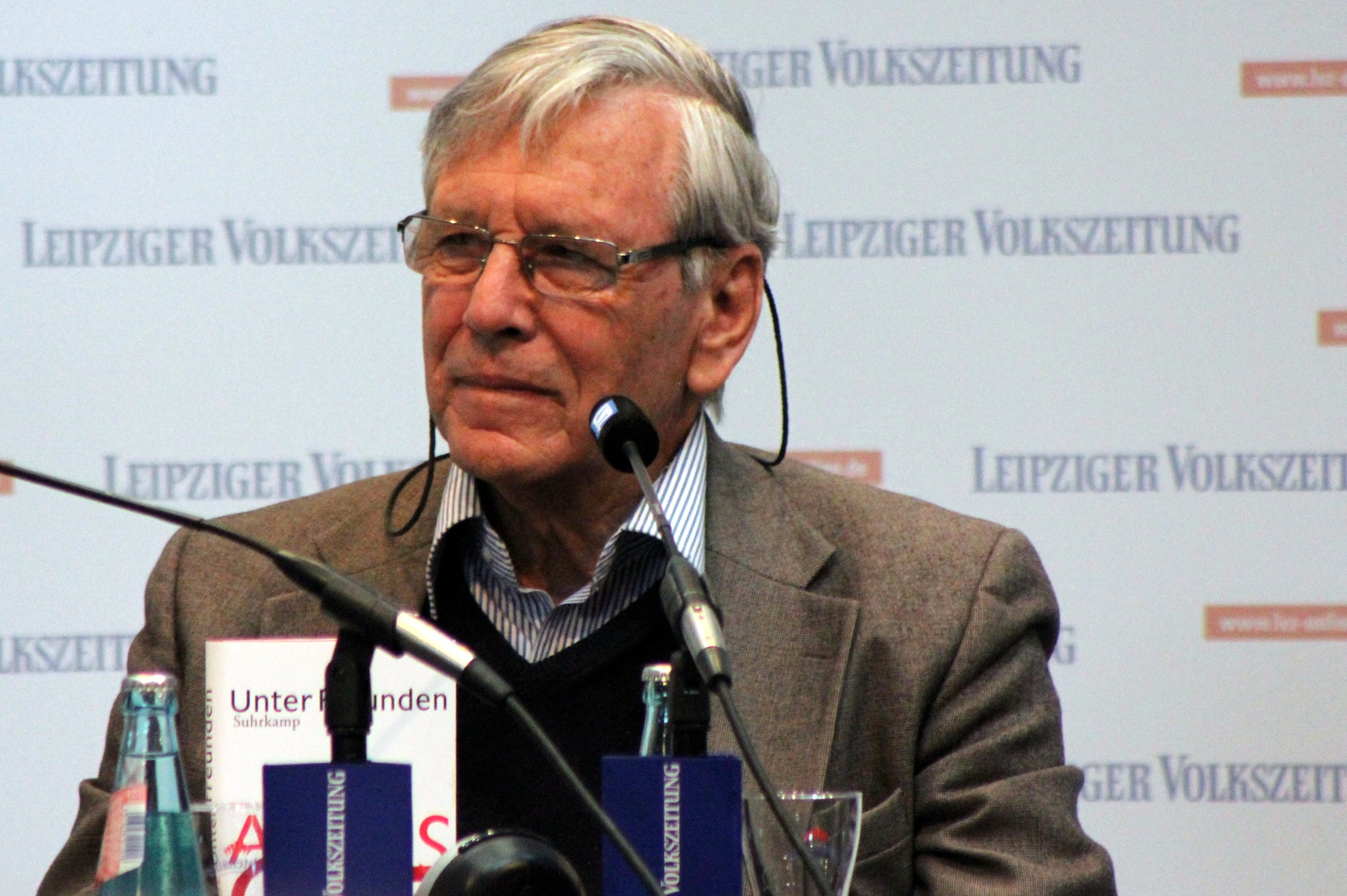
Amos Oz (2013)

Im Herbst 1954 zog der Vater mit seiner neuen Frau für rund fünf Jahre nach London, wo er über Jizchok Leib Perez promovierte und zwei weitere Kinder bekam. Daraufhin schloss sich Oz im September 1954 allein dem Kibbuz Chulda an. Dort nahm er seinen neuen Familiennamen, Oz, an, der auf Hebräisch „Karft“ bedeutet, besuchte das Gymnasium des Kibbuz und wurde im Juni 1957 Mitglied des Kibbuz-Kollektivs.
Vor dem Militärdienst leistete Oz einen einjährigen Jugenddienst, ab September 1958 diente er drei Jahre als Soldat in der Nachal-Brigade. Im Februar 1961 hatte er nach einem in der Tageszeitung Davar öffentlich ausgetragenen Disput mit David Ben-Gurion eine persönliche Unterredung mit dem israelischen Staatsgründer. Die innersozialdemokratische Gruppe Min Hayesod, der Oz 1962–63 angehörte, kritisierte den Personenkult um Ben-Gurion und zentralistische Tendenzen in der israelischen Politik.
Vom Herbst 1962 bis zum Juli 1964 studierte Oz Literatur und Philosophie an der Hebräischen Universität Jerusalem. In dieser Zeit veröffentlichte er seine ersten Kurzgeschichten in der Literaturzeitung Keshet. Nach dem Wehrdienst war er Reservist einer Panzerdivision. Ende 1963 trat er aus der Mapai-Partei aus. 1969 schloss er mit einem Stipendium des Oxford Centre for Hebrew and Jewish Studies an der Universität Oxford ein Masterstudium ab. Joyce Wiener wurde 1969 seine erste Literaturagentin, von 1971 bis 2013 übernahm Deborah Owen diese Aufgabe. Oz befreundete sich mit Owens Mann, dem SDP-Politiker David Owen. Von 1972 bis 1987 war Oz Lehrer am Regionalgymnasium Josef Chaim Brenner im Kibbuz Givat Brenner.
Von 1987 bis 2005 war Amos Oz Professor für hebräische Literatur an der Ben-Gurion-Universität in Beer Scheva. 1993 erhielt er dort den Agnon-Lehrstuhl für moderne hebräische Literatur. Oz wohnte 27 Jahre in Arad in der Negev-Wüste. 2013 zog er in den Stadtteil Ramat Aviv in Tel Aviv. Er erlag im Dezember 2018 im Alter von 79 Jahren den Folgen eines Krebsleidens.

## Familie
1960 heiratete Amos Oz Nily Zuckerman (* 1939), mit der er drei Kinder bekam, die Töchter Fania und Galia und den Sohn David. Seine älteste Tochter, Fania Oz-Salzberger, ist Historikerin und Professorin an der Universität Haifa. Galia Oz (* 1964) ist Schriftstellerin. Zwei Jahre nach dem Tod ihres Vaters machte sie im Februar 2021 in Etwas, das als Liebe getarnt ist (hebr. transkribiert Davar sche mithapes le ahava) Oz schwere Vorwürfe und beschuldigte ihn, ein physisch und psychisch gewalttätiger Vater gewesen zu sein, weshalb sie den Kontakt zu ihm abgebrochen habe; ihre Geschwister widersprachen dieser Darstellung. Seine Schwägerin, Laura Janner-Klausner, ist die Oberrabbinerin des Reformjudentums im Vereinigten Königreich.

## Werk
Amos Oz hat eine Reihe von Romanen und Erzählungen, einige Essaybände und drei Kinderbücher verfasst, darüber hinaus zahlreiche in Zeitschriften erschienene Artikel und Essays. Seine Arbeiten wurden in 36 Sprachen übersetzt, was ihn noch vor Ephraim Kishon und Uri Orlev zum meistübersetzten israelischen Autor macht.
Von seinen ersten Erzählungen zu Beginn der 1960er Jahre an standen die sozialen und politischen Spannungen in Israel im Mittelpunkt von Oz’ Werk. Insbesondere das Leben im Kibbuz mit seinen sozialen und familiären Konflikten wurde durch ihn in einer zuvor nicht dagewesenen Form dargestellt. Dies und Oz’ beständiger Einsatz für linksgerichtete politische Bewegungen in Israel führten dazu, dass sein Werk sowohl im Inland wie im Ausland in erster Linie unter dem soziopolitischen Aspekt wahrgenommen wurde. Oz wies allerdings wiederholt darauf hin, dass er die Probleme des menschlichen Lebens nicht auf die Gesellschaftsordnung zurückführt, sondern auf tieferliegende urmenschliche Antriebe und Bedürfnisse. Immer wieder werden die Protagonisten seiner Werke auf Reisen geschickt, in denen sie diese existenziellen Antriebe erforschen, zu verstehen und mit ihnen zu leben versuchen.
Laut Yair Mazor ist Oz’ Werk von zwei gegensätzlichen Polen bestimmt: einem streng logischen, disziplinierten Rationalismus, der sich auch in seinen prägnanten, kontrollierten und genau beobachteten Essays zeigt, und einer dunklen, dämonischen Welt ungezügelter Leidenschaften, die häufig in die saubere, klare Gegenwelt einzudringen droht. Gila Ramras-Rauch spricht davon, dass Oz in seinen Werken sowohl seine psychologischen als auch seine politischen Dämonen exorziere. Die Werke könnten gleichzeitig auf eine materialistische und eine mythische Art gelesen werden. Dabei betonte Oz, dass er nicht nur über jüdische Sorgen schreiben wolle, sondern auch über die Bedeutung des Menschseins, die Kraft der Liebe und die prägenden Einflüsse durch Landschaften. Trotz widriger individueller Umstände nehmen seine Geschichten oft einen versöhnlichen, hoffnungsvollen Ausgang. Neil Caplan schreibt, Oz biete mit der in seinem Werk und in Reden entwickelten Interpretation, beide Seiten, Israelis und Palästinenser, als Mitopfer eines gemeinsamen Unterdrückers, nämlich des christlichen Europas, zu sehen, einen hilfreichen Ausweg an.

## Politische Ansichten und Aktivitäten

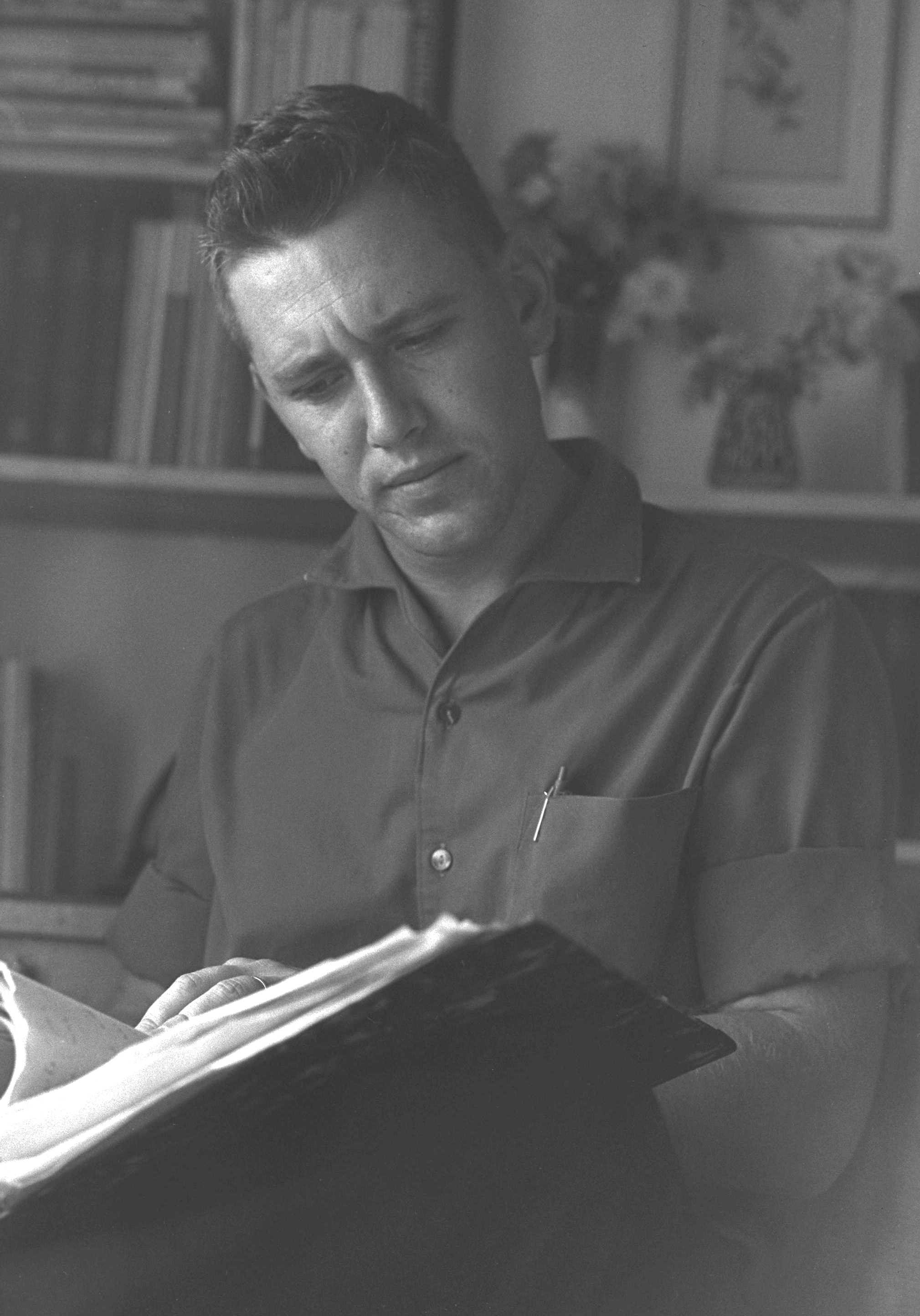
Amos Oz, 1965

1967 kämpfte Amos Oz im Sechstagekrieg im Sinai unter dem Kommando von Israel Tal und 1973 im Jom-Kippur-Krieg auf den Golanhöhen. Auf dem Golan wurde er leicht verletzt. Zuvor hatte er sich 1973 an der Kampagne der Moked-Partei beteiligt. Seit 1967 war er ein prominenter Befürworter der „Zwei-Staaten-Lösung“ im Israel-Palästina-Konflikt, dem Kernkonflikt des Nahostkonflikts. Dabei erhielt er im September 1967 die Unterstützung von Jeschajahu Leibowitz.
Nach der Veröffentlichung eines Briefes mehrerer Offiziere der Israelischen Verteidigungsstreitkräfte an den damaligen Ministerpräsidenten Menachem Begin gründete er unter anderem mit dem späteren Knesset-Angehörigen Tzali Reshef und anderen die Organisation Schalom Achschaw (Peace Now), die zur israelischen Friedensbewegung zählt.
In seinen Reden und Essays kritisierte Oz häufig die anti-zionistische Linke beziehungsweise warf ihr Selbstaufgabe vor:

„Das Konzept von Zivilisationen, die über ihren Territorien Fahnen flattern lassen, kommt mir archaisch und mörderisch vor. In der Hinsicht haben wir Juden jahrtausendelang vorgeführt, was ich gerne als die nächste Phase der Geschichte sähe: eine Zivilisation ohne territoriale Grenzen, beziehungsweise zweihundert Zivilisationen ohne einen einzigen Nationalstaat. Aber als Jude kann ich mir solche Illusionen nicht mehr leisten. Ich habe zwei Jahrtausende ein Beispiel gegeben, doch niemand folgte.“

1988 veröffentlichte Oz gemeinsam mit dem Dichter Jehuda Amichai und dem Romanautor Abraham B. Jehoshua einen Brief in der New York Times an die Juden in den Vereinigten Staaten mit der Aufforderung, ihre Stimme zum Nahostkonflikt zu erheben und ihre Meinung zu der in seinen Augen kurzsichtigen israelischen Politik in den Palästinensergebieten zu sagen. In einer Rede bei einer Peace-Now-Veranstaltung im Folgejahr 1989 benannte er die Unterstützer des orthodoxen Rabbiners Meir Kahane als „messianische Sekte“ und betonte, er würde sich nicht an der Vertreibung von Arabern aus Israel beteiligen.
Bis in die 1990er Jahre bewegte sich Oz nahe an den Positionen der israelischen Arbeitspartei Awoda und wurde ein enger Freund von Schimon Peres, trat dann jedoch der Meretz-Partei unter der Führung von Schulamit Aloni bei. 1993 begrüßte Oz die Schaffung des Oslo-Abkommens zu Prinzipienerklärung über die vorübergehende Selbstverwaltung zwischen Yitzhak Rabin und Jassir Arafat zur Lösung des Nahostkonflikts im Rahmen des Oslo-Friedensprozesses, indem er sie öffentlich unterstützte. Vor den Wahlen 2001 veröffentlichte Oz gemeinsam mit einer Gruppe von Friedensaktivisten in Haaretz jedoch eine Erklärung, die das Rückkehrrecht für palästinensische Flüchtlinge nach Israel ablehnte, mit der Begründung, dass ein solches Ereignis zur Zerstörung des jüdischen Staates führen würde.
Im Jahr 2006 verteidigte Oz in einem Artikel in der Los Angeles Times den Krieg gegen die Hisbollah im Libanon und 2008 in der Bild-Zeitung den Krieg gegen die Hamas im Gazastreifen. Er revidierte seine Einstellung zur israelischen Offensive im Libanon jedoch im Laufe der Operation und rief zwei Wochen nach Beginn des Gaza-Krieges zu einem Waffenstillstand auf: „Hamas ist verantwortlich […] aber die Zeit ist gekommen, um einen Waffenstillstand anzustreben.“

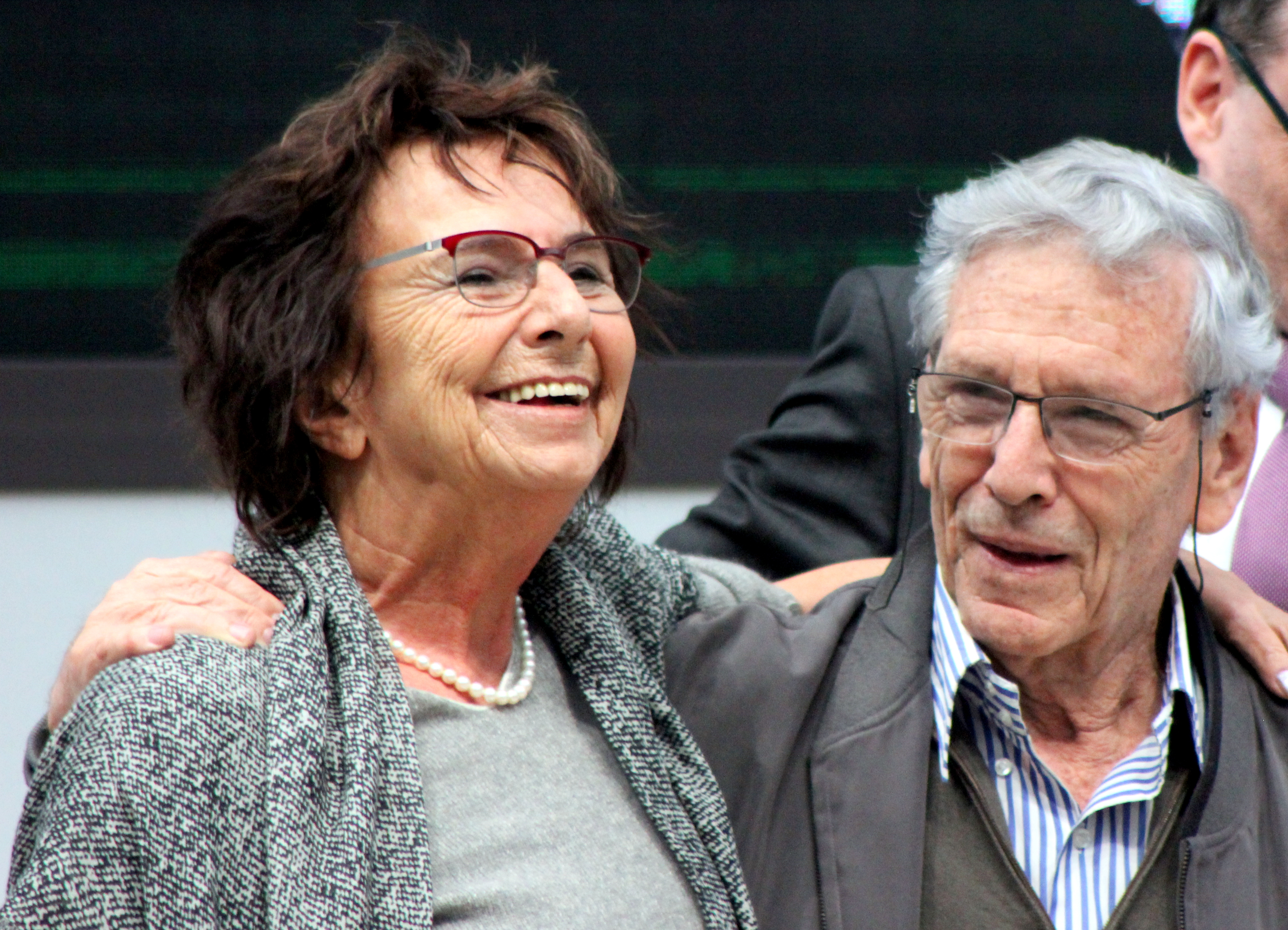
Amos Oz gemeinsam mit Mirjam Pressler, Übersetzerin mehrerer seiner Werke, auf der Leipziger Buchmesse 2015

Anders als einige Vertreter von Peace Now befürwortete Oz die Sperranlage zwischen Israel und dem Westjordanland. Er trat aber dafür ein, dass die Grenze annähernd auf der so genannten Grünen Linie verlaufen sollte.
Oz war einer der Initiatoren der linksgerichteten Liste „Die neue Bewegung-Meretz“ (Hatnua Hahadasha), die bei den israelischen Parlamentswahlen im Februar 2009 angetreten ist.
2016 nahm Amos Oz bei seinem letzten öffentlichen Auftritt am Begräbnis des ehemaligen israelischen Staatspräsidenten Schimon Peres teil und kommentierte „Und weil Israelis und Palästinenser nicht auf einmal zu einer einzigen glücklichen Familie werden können und zu Flitterwochen ins Doppelbett springen, müssen wir dieses Haus in zwei Wohnungen teilen. Doch wo sind heute die mutigen und klugen Politiker, die genau das zustande bringen?“

## Auszeichnungen
- 1984: Offizier des Ordre des Arts et des Lettres
- 1986: Bialik-Preis
- 1992: Friedenspreis des Deutschen Buchhandels[25][26]
- 1992: Ehrendoktor der Universität Tel Aviv
- 1997: Ehrenlegion
- 1998: Israel-Preis für Literatur
- 2002: Tübinger Poetik-Dozentur
- 2003: Friedenspreis der Geschwister Korn und Gerstenmann-Stiftung
- 2004: Premi Internacional Catalunya gemeinsam mit Sari Nusseibeh[27]
- 2004: Preis des Senders France Culture für ausländische Literatur; WELT-Literaturpreis
- 2004: Bruno-Kreisky-Preis für das politische Buch (Hauptpreis)[28] für das Buch Eine Geschichte von Liebe und Finsternis
- 2005: Goethepreis der Stadt Frankfurt am Main
- 2005: Wingate Literary Prize
- 2006: Corine-Ehrenpreis des Bayerischen Ministerpräsidenten
- 2006: Ehrendoktor der Hebräischen Universität Jerusalem
- 2007: Prinz-von-Asturien-Preis
- 2007: Literatur im Nebel Heidenreichstein[29]
- 2007: Aufnahme in die American Academy of Arts and Sciences als auswärtiges Ehrenmitglied
- 2008: Internationaler Stefan-Heym-Preis der Stadt Chemnitz
- 2008: Heinrich-Heine-Preis der Stadt Düsseldorf[30]
- 2008: Dan David Prize
- 2008: Ehrendoktor der Universität Antwerpen[31]
- 2010: Siegfried Unseld Preis gemeinsam mit Sari Nusseibeh[32]
- 2012: Premio Letterario Internazionale Giuseppe Tomasi di Lampedusa
- 2013: Ehrendoktor der Universität Łódź
- 2013: Franz-Kafka-Preis
- 2014: Siegfried Lenz Preis
- 2014: Ehrendoktor des Trinity College, Dublin[33]
- 2015: Internationaler Literaturpreis – Haus der Kulturen der Welt mit der Übersetzerin Mirjam Pressler[34]
- 2015: Park-Kyung-ni-Literaturpreis
- 2017: Abraham Geiger Preis
- 2017: Mount Zion Award[35]
- 2018: Stig-Dagerman-Preis

## Werke

### Romane
- Keiner bleibt allein. Claassen, Düsseldorf 1976, ISBN 3-546-47327-2 (hebräisch: makom acher. Übersetzt von Nili Mirsky, Jörg Trobitius, wörtlicher übersetzter Titel: Ein anderer Ort).
- Mein Michael. Claassen, Düsseldorf 1983, ISBN 3-546-47326-4.
- Der perfekte Frieden. Insel, Frankfurt am Main 1987, ISBN 3-458-09727-9 (hebräisch: menuchah nechonah. Übersetzt von Ruth Achlama).
- Black Box. Suhrkamp, Frankfurt am Main 1991, ISBN 3-518-38398-1.
- Eine Frau erkennen. Insel, Frankfurt am Main 1991, ISBN 3-458-16193-7 (hebräisch: lada'at ischah. Übersetzt von Ruth Achlama).
- Der dritte Zustand. Suhrkamp, Frankfurt am Main 1992, ISBN 3-518-39121-6 (hebräisch: ha mazaw ha schlischi. Übersetzt von Ruth Achlama).
- Nenn die Nacht nicht Nacht. Suhrkamp, Frankfurt am Main 1995, ISBN 3-518-40697-3 (hebräisch: al tagidi lailah. Übersetzt von Ruth Achlama).
- Ein anderer Ort. Suhrkamp, Frankfurt am Main 2001, ISBN 3-518-39948-9 (hebräisch: makom acher. Übersetzt von Ruth Achlama, Neuübersetzung des früher unter dem Titel „Keiner bleibt allein“ erschienen Romanerstlings).
- Allein das Meer. Suhrkamp, Frankfurt am Main 2002, ISBN 3-518-41367-8.
- Eine Geschichte von Liebe und Finsternis. Suhrkamp, Frankfurt am Main 2004, ISBN 3-518-41616-2 (hebräisch: ssipur al ahavah wechoschech. Übersetzt von Ruth Achlama).
- Verse auf Leben und Tod. Suhrkamp, Frankfurt am Main 2008, ISBN 978-3-518-41965-6 (hebräisch: Charuse ha-chajim we-ha-mawet. Übersetzt von Mirjam Pressler).
- Judas. Suhrkamp, Berlin 2015, ISBN 978-3-518-42479-7 (hebräisch: Habsora al pi Yehuda. Übersetzt von Mirjam Pressler, verfilmt von Dan Wolman).

### Erzählungen
- Der Berg des bösen Rates. Suhrkamp, Frankfurt am Main 1993, ISBN 3-518-40519-5.
- Sehnsucht. Drei Erzählungen. Insel, Frankfurt am Main/Leipzig 1994, ISBN 3-458-16636-X.
- Herr Levi. Erzählungen. Suhrkamp, Frankfurt am Main 1996, ISBN 3-518-22206-6.
- Dem Tod entgegen. Zwei Erzählungen. Suhrkamp, Frankfurt am Main 1997, ISBN 3-518-40821-6.
- Plötzlich tief im Wald. Ein Märchen. Suhrkamp, Frankfurt am Main 2006, ISBN 3-518-41748-7.
- Geschichten aus Tel Ilan. Erzählungen. Suhrkamp, Frankfurt am Main 2016, ISBN 978-3-518-46209-6.
- Unter Freunden. Erzählungen. Suhrkamp, Frankfurt am Main 2013, ISBN 978-3-518-42364-6 (hebräisch: Ben cḥaverim. Übersetzt von Mirjam Pressler).
- Wo die Schakale heulen. Erzählungen. Suhrkamp, Frankfurt am Main 2018, ISBN 978-3-518-42594-7 (hebräisch: Arzot ha-Tan. Übersetzt von Mirjam Pressler).

### Sachbücher, Essays und Vorträge
- Amos Oz, Avraham Shapira: Gespräche mit israelischen Soldaten. Joseph Melzer, 1970, OCLC 164672940 (hebräisch: Siach Lochamim.). Erweiterte Neuauflage: Man schießt und weint. Gespräche mit israelischen Soldaten nach dem Sechstagekrieg. Westend, Frankfurt am Main 2017, ISBN 978-3-86489-159-5.[36][37]
- Israel: die Trümmer einer Illusion. In: Zeitgeschichtliche Dokumentation. Nr. 26. SDZ, Münster 1982, ISBN 3-88780-026-5.
- Im Lande Israel. Herbst 1982. Suhrkamp, Frankfurt am Main 1984, ISBN 3-518-37566-0.
- Bericht zur Lage des Staates Israel (= Suhrkamp-Taschenbuch. Nr. 2192). Suhrkamp, Frankfurt am Main 1992, ISBN 3-518-38692-1.
- Die Hügel des Libanon. Politische Essays (= edition suhrkamp. Nr. 1876). Suhrkamp, Frankfurt am Main 1995, ISBN 3-518-11876-5.
- So fangen die Geschichten an. Suhrkamp, Frankfurt am Main 1997, ISBN 3-518-40914-X.
- Das Schweigen des Himmels – über Samuel J. Agnon. Jüdischer Verlag, Frankfurt am Main 1998, ISBN 3-633-54147-0.
- Israel und Palästina: ein Zweifamilienhaus? Politische Essays (= edition suhrkamp. Nr. 2232). Suhrkamp, Frankfurt am Main 2001, ISBN 3-518-12232-0.
- Amos Oz, Izzat Ghazzawi: Wie man Fanatiker kuriert. Tübinger Poetik-Dozentur 2002 (= edition suhrkamp. Nr. 2309). Suhrkamp, Frankfurt am Main 2004, ISBN 3-518-12309-2.
- Israel und Deutschland. Vierzig Jahre nach Aufnahme diplomatischer Beziehungen (= edition suhrkamp. Nr. 6798). Suhrkamp, Frankfurt am Main 2005, ISBN 3-518-06798-2 (Sonderdruck).
- Amos Oz, Fania Oz-Salzberger: Juden und Worte. Jüdischer Verlag, Berlin 2013, ISBN 978-3-633-54268-0 (hebräisch).
- Jesus und Judas – Ein Zwischenruf. Patmos Verlag, Ostfildern 2018, ISBN 978-3-8436-1051-3.
- Liebe Fanatiker. Drei Plädoyers. Suhrkamp, Berlin 2018, ISBN 978-3-518-42802-3.[38]
- Deutschland und Israel. Suhrkamp, Berlin 2018, ISBN 978-3-8445-3023-0.
- Die letzte Lektion. Ein Leitfaden für die Zukunft. Suhrkamp, Berlin 2020, ISBN 978-3-518-76516-6.

### Kinder- und Jugendbücher
- Abenteuer in Jerusalem. Huber, Frauenfeld/Stuttgart 1981, ISBN 3-7193-0814-6.
- Sumchi. Eine wahre Geschichte über Liebe und Abenteuer. Aus dem Hebräischen von Mirjam Pressler, illustriert von Quint Buchholz. Hanser, München 1993, ISBN 3-446-17391-9.
- Panther im Keller. Aus dem Hebräischen von Vera Loos und Naomi Nir-Bleimling. C. Hanser, München 1997, ISBN 3-446-18566-6.

## Filme
- Amos Oz: Von Wüste und von Hoffnung. Gespräch mit Video-Einspielungen, Frankreich, Deutschland, 2013, 43 Min., Moderation: Vincent Josse, Produktion: arte France, Redaktion: Square, Erstsendung: 24. März 2013 bei arte, Inhaltsangabe[39] von arte.
- Amos Oz. Die Natur der Träume. Dokumentarfilm, Israel, Deutschland, 2009, 72 Min., Buch und Regie: Masha und Yonathan Zur, Produktion: ZDF, arte, Inhaltsangabe[40] von arte.
- Amos Oz. Zensierte Stimmen. Dokumentarfilm, Israel, 1967. Interviews mit israelischen Teilnehmern des Sechstagekrieges von 1967. Der Film unterlag der Militärzensur und wurde erst 2014 veröffentlicht.[41][42]
- Amos Oz: Das vierte Fenster – Ein Porträt. Regie: Yair Qedar, ZDF, Israel, 59 Minuten, 2020